# Cordula Ditz
Cordula Ditz (* 1972 in Hamburg) ist eine deutsche Künstlerin und Musikerin.
Ditz arbeitet in künstlerischen Medien wie Malerei, Installation, Video, Collage, Fotografie und Performance.
Viele ihrer Arbeiten beschäftigen sich mit der Konstruktion von Wahrnehmung und Erinnerung. Dem logisch-formalen Kalkül der heutigen naturwissenschaftlich geprägten Gesellschaft stellt die Künstlerin Spekulation und Spiritualität gegenüber.
Dabei untersucht Ditz Prozesse, durch die Vorstellungen von Geschlechterrollen und Identität konstruiert werden u. a. durch die Medien. Zentral in ihrem Werk sind aber auch Fragen nach der Konstruktion und Rekonstruktion von Historie.
Dafür sammelt sie Material, das sie online und in Büchern, Zeitschriften und Filmen findet, und integriert es in Gemälde und Videos in Form von Collagen und Montagen. Mit den dadurch geschaffenen Installationen und Bildern fordert sie zur Reflexion über mediale Darstellungen und die Produktion normativer Zuschreibungen heraus.

## Leben
Ditz studierte von 1993 bis 1998 Systematische Musikwissenschaft an der Universität Hamburg. In den 90ern und frühen 2000er Jahren spielte sie in verschiedenen Hamburger Bands unter anderem der Riot Grrrl Band Parole Trixi, mit der sie bei Alfred Hilsberg auf dessen Label Whatsofunnyabout die LP Die Definition von Süß veröffentlichte. Parole Trixi löste sich 2004 auf.
Von 2002 bis 2008 studierte Ditz Freie Kunst an der Hochschule für bildende Künste in Hamburg bei Franz Erhard Walther und Andreas Slominski sowie an der Akademie der bildenden Künste in Wien bei Heimo Zobernig und Monica Bonvicini.
Im Wintersemester 2019/2020 war sie Gastprofessorin an der Akademie der Bildenden Künste München in München.

## Werke (Auswahl)
- You may not know him but

Die Arbeit entstand anlässlich der Ausstellung Mind the GAP im Bieberhaus am Hamburger Hauptbahnhof. Ausgangspunkt ist die Geschichte des 16-jährigen Widerstandskämpfers Helmuth Hübener, der 1942 im Bieberhaus verhaftet und mit nur 17 Jahren von den Nationalsozialisten hingerichtet wurde. In Deutschland und seiner Heimatstadt Hamburg ist er im Gegensatz zu den Mitgliedern der Gruppe Weiße Rose in München weitgehend unbekannt. Das Video in der Installation besteht aus Ausschnitten von im Internet kursierenden englischsprachigen Videos, denen Szenen aus verschiedenen nationalsozialistischen Propagandafilmen gegenübergestellt sind. Teil der Installation, die inzwischen Teil der permanenten Sammlung der Hamburger Kunsthalle ist, sind auch mehrere Malereien, Lichtarbeiten, Palmen und alte Radios.
- The Weak Lips of a Woman

The Weak Lips of a Woman ist eine Installation u. a. bestehend aus Video, Malerei, Performance und einem Begleitprogramm. Ausgangspunkt für die Arbeit war eine Recherche zum Zusammenhang zwischen dem US-amerikanischen Spiritualismus und der Frauenrechtsbewegung in den USA.
Der Spiritualismus war eine öffentliche Bewegung, in deren Rahmen viele der weiblichen Medien Vorträge in Trance hielten, beeinflusst von Geistern. Frauen wurden für besonders empfänglich für die Nachrichten der Geister gehalten, auf Grund ihrer Zerbrechlichkeit  und Nervosität. So konnten sie politische Reden unter dem Einfluss von Geistern berühmter Persönlichkeiten wie Napoleon oder Benjamin Franklin halten. Da die Geister für den Inhalt der Reden verantwortlich waren, konnten die Frauen nicht haftbar gemacht werden. Sie waren damit die ersten amerikanischer Frauen, die öffentlich Reden vor großem gemischt-geschlechtlichen Publikum halten konnten.
- I don’t need a cloak to become invisible

Für die Arbeit „I don’t need a cloak to become invisible“ hat Ditz mehrere tausend Bilder von Frauen gesammelt, die Kleidung auf Ebay anbieten und dabei auf verschiedenste Arten ihre Gesichter verbergen und unkenntlich machen. Die Arbeit besteht aus einer Auswahl daraus von knapp über 400 Bildern, die als Künstlerbuch bei Spector Books 2022 erschienen ist. Durch die verdeckten Gesichter wird der Blick des Betrachtersauf die Körper gelenkt. Die Körperhaltung und Posen der dargestellten Frauen spiegeln oft traditionelle Körpersprache und Körpernormen wider, wie sie zum Beispiel auch „Let's take back our space: „Female“ and „Male“ Body Language as a Result of Patriarchal Structures“ (1979) von Marianne Wex  thematisiert werden. Im Gegensatz dazu ist die Realität, die Ditz zusammenbringt, die der digitalen Kultur in der sich auch der private Raum spiegelt. Ein weiterer Teil der Arbeit sind geisterhafte animierte Hände und Augen in einer Birkin Bag, sowie eine Audioarbeit mit einer Hypnose um sich selber Unsichtbar zu machen. Der Titel ist einer Szene aus Harry Potter entlehnt, in der er dank eines Mantels, der ihn unsichtbar macht, den Spiegel Nerhegeb (Mirror of Erised) entdeckt, der dem sich Betrachtenden seine größten Wünsche zeigt.
- Your Silence is Very Disturbing

Die Installation Your Silence is Very Disturbing spielt die im Zuge der #metoo-Ära mit dem Leitmotiv der Sichtbarkeit. Ditz arbeitet hier aus einer feministischen Position heraus, indem sie Fundstücke aus ihrer umfangreichen, thematisch fokussierten Recherche – Fotografien, Filmstills, Bilder aus dem Internet, Zeitungsausschnitte, Reproduktionen von Kunstwerken – auswählte und zu digitalen Collagen zusammensetzte. Ditz hat diese Elemente arrangiert und auf semitransparenten Fahnenstoff gedruckt. Die Arbeiten wurden mit überlagernden Gesten übermalt, wodurch eine Spannung zwischen den fotografischen Abzügen und der individuellen Handschrift der Künstlerin entsteht. Weitere Teile der Installation sind ein Video, sowie bedruckte Yogamatten.
- You’d Better Run

You’d Better Run ist eine über mehrere Jahre entstandenen Serie von kurze Sequenzen aus Horrorfilmen, die Frauen auf der Flucht vor etwas Unsichtbaren zeigen. Die einzelnen Videos sind nur wenige Sekunden langen Vorwärts- und Rückwärts-Loops. Ditz extrahierte dafür aus Filmen verschiedener Epochen kurze Sequenzen, in denen das weibliche Opfer verzweifelt zu fliehen versucht, die sie dann loopt. Durch die Kürze der Sequenz wird die Bewegungsfolge aus ihrem Erzählzusammenhang herausgelöst.
Diese sehr kurzen Momente haben in der Art ihrer Inszenierung zum Teil eine Nähe zum modernen Tanz.
2016 wurde die Arbeit tänzerisch in den Raum übertragen, ergänzt durch Videoprojektionen und einem zu der Performance entwickelten Soundtrack. Die ursprünglichen Abläufe der Gesten sind durch den Vorwärts-Rückwärtsloop verfremdet. Durch diese Übertragung ergibt sich ein komplexerer Bewegungsablauf, der die Funktion der Geste als verkörpertes Archiv noch mal komprimiert.

## Soloausstellungen (Auswahl)
- 2009 Galerie Conradi, Hamburg[18]
- 2016 Kiss Tomorrow Goodbye, Galerie Conradi,  Hamburg[19]
- 2017 Don‘t Breathe, Cave Gallery, Detroit, USA
- 2017 I‘m Becoming A Ghost, Galerie Conradi, Bruxelles, Belgium
- 2018 How to Disappear, Galerie Conradi, Hamburg[20]
- 2019 Your Silence Is Very Disturbing, Galerie im Marstall, Ahrensburg
- 2020 You may not know him but, MIND the GAP, Bieberhaus, Hamburg[21]
- 2022 I don’t need a cloak to become invisible, Conradi, Hamburg[22]
- 2022 The weak lips of a woman, Kunstverein Harburger Bahnhof, Hamburg[23][24]
- 2024 They Speak to Us in Dreams, Kunsthaus Hamburg, Hamburg[25]

## Gruppenausstellungen (Auswahl)
- 2005 Nomadenoase, Hamburg
- 2007 Okkult, VIDEO Club 99, Kunsthalle Hamburg
- 2010 Weisser Schimmel - You can observe a lot by watching, Sammlung Falckenberg, Hamburg
- 2011 Dirty Dancing, Figge von Rosen, Cologne[26]
- 2012 Schlaf, Overbeck Gesellschaft, Lübeck
- 2012 The Digital Uncanny, Edith Russ Haus für Medienkunst, Oldenburg[27]
- 2014 Im Frühling, Darling, Kunstverein Hamburg
- 2015 Spectral Presences, Art Cinema OffOff, Filmfest Gent, Belgium[28]
- 2016 Memories of Nightmares, OFFoff, Gent, Belgium
- 2016 Essential Cinema, Club Solo, Breda, Netherlands
- 2019 Deichtorhallen/Collection Falckenberg, Hamburg
- 2019 Sanctum, Big Medium, Austin, USA[29]
- 2019 Phantom Grammars, Maison de Heidelberg, Montpellier, France
- 2020 Staying with the trouble in painting, Building Cannebière, Marseille, France
- 2020 HUMOR NACH #METOO - BEING LAID UP WAS NO EXCUSE FOR NOT MAKING ART, Kunstverein in Hamburg,[16][30]
- 2021 So wie wir sind 3.0, Weserburg Museum für moderne Kunst, Bremen
- 2021 L’Invitation au voyage, Esther Schipper, Berlin[31]
- 2022 Femme Fatale, Kunsthalle Hamburg[32]
- 2022 SOMETHING NEW, SOMETHING OLD, SOMETHING DESIRED, Kunsthalle Hamburg[33]

## Werke in öffentlichen Sammlungen
- You may not know him but. Dauerleihgabe des Fonds für Junge Kunst der Stiftung Hamburger Kunstsammlungen, Hamburger Kunsthalle[2][34]

## Publikationen (Auswahl)
- i don‘t need a cloak to become invisible. artist book, Spector 2022, ISBN 978-3-95905-655-7.
- Ich brauche eine Genie. mikrotext, 2021, ISBN 978-3-944543-98-7.
- Your Silence Is Very Disturbing. Marstall, Ahrensburg 2019, ISBN 978-3-9820566-2-3.
- How To Disappear. artist book, 2018.
- Ohnmacht #1-60. Galerie Conradi, Textem, 2014, ISBN 978-3-86485-071-4.
- Das digitale Unheimliche. Edith-Russ-Haus für Medienkunst, Revolver 2012, ISBN 978-3-86895-228-5.
- Fear. 2011.
- Weisser Schimmel, you can observe a lot by watching. Sammlung Falckenberg, Walther König, 2010, ISBN 978-3-86560-754-6.
- One Week of Danger. artist book, 2010.

## Diskografie (Auswahl)
- 2002 Die Definition von Süß., Parole Trixi, LP/CD, Whatssofunnyabout[35]
- 2002 Bis auf weiteres eine Demonstration, CD, ZickZack[36]
- 2003 Girls got rhythm, Parole Trixi, SFB, Splitsingle, Whatssofunnyabout[37]
- 2016 Ditz plays LeWitt, LP